# 沙弗魯丁緊急內閣
印度尼西亞共和國（印度尼西亞／印尼）緊急政府緊急內閣由沙弗魯丁·普拉維拉內加拉領導，是1948年至1949年期間印尼共和國緊急政府（當時印尼共和國實際上的流亡政府）內閣，在西蘇門答臘省武吉丁宜辦公。印尼共和國原首都日惹於1948年荷蘭第二次軍事進攻期間被荷軍攻佔，原內閣大部分成員則為了令外界同情而自願被荷蘭當局俘虜；本屆內閣即在其後成立。

## 組建
本內閣在1948年12月19日成立。當日沙弗魯丁、中央政府駐蘇門答臘專員特烏庫·莫哈末·哈桑（Teuku Muhammad Hasan）、蘇門答臘軍區司令員希達雅特上校（Col. Hidayat）和其他文官、武官都參加了一場在武吉丁宜舉行的會議。
- 緊急政府主席兼國防部長、新聞部長、署理外交部長：沙弗魯丁·普拉維拉內加拉
- 緊急政府副主席兼內政部長、教育與文化部長、署理宗教事務部長：特烏庫·莫哈末·哈桑
- 保安部長兼建設部長、勞工與社會事務部長：蘇丹·莫哈末·拉喜德（Sutan Mohammad Rasjid）
- 財政部長兼司法部長：盧克曼·哈金（Loekman Hakim）
- 公共工程部長兼衛生部長：瑪南迪·西托姆普爾（Mananti Sitompul）
- 交通部長兼經濟部長[a]：因德拉查哈雅（Indratjahja）
- 緊急政府秘書：馬佐諾·達努布羅托（Mardjono Danoebroto）

## 閣員變動
在改組後的內閣當中，三大重要職位都由身在武吉丁宜之外的官員擔任：國民軍總司令一職由在爪哇領導游擊隊戰爭的蘇迪曼將軍擔任，外交部長一職由身在印度的亞歷山大·安德烈斯·馬拉米斯擔任，而爪哇地區司令官一職則由阿卜杜爾·哈里斯·納蘇蒂安上校擔任。沙弗魯丁主席在1949年3月14日向身在爪哇的獨立運動領袖發電報，提議接納仍然活躍於爪哇的部長入閣。雙方經無線電報討論後，內閣最終得以改組，新內閣名單則於1949年3月31日宣布。
- 緊急政府主席兼國防部長、新聞部長：沙弗魯丁·普拉維拉內加拉
- 緊急政府副主席兼司法部長、建設與青年事務部長：蘇桑托·蒂爾托普羅佐
- 外交部長：亞歷山大·安德烈斯·馬拉米斯
- 內政部長兼衛生部長：蘇基曼·維爾約桑佐約
- 財政部長：盧克曼·哈金
- 經濟部長：I·J·卡西莫·亨德羅瓦赫約諾
- 宗教事務部長：馬希庫爾
- 教育與文化部長：特烏庫·莫哈末·哈桑
- 交通部長：因德拉查哈雅
- 公共工程部長：瑪南迪·西托姆普爾
- 勞工與社會事務部長：蘇丹·莫哈末·拉喜德

## 內閣終結
既迫於聯合國和美國施壓，也忙於應付印尼共和國國民軍的持續游擊戰的荷蘭當局最終同意停火。聯合國安全理事會在1949年1月要求荷蘭當局釋放共和國政府成員，並在1950年7月1日或之前把荷屬東印度群島的主權移交給印尼共和國。美國支持這項要求，並威脅荷蘭美國可以收回向荷蘭提供的戰後重建援助金。荷蘭當局在5月7日同意釋放蘇卡諾和哈達，而蘇卡諾和哈達則會在回到日惹之後頒布停火令。兩人和共和國領袖在7月6日返回日惹，而印尼共和國緊急政府成員則在隨後抵達。沙弗魯丁在當年7月13日一場由哈達主持的會議中向蘇卡諾報告緊急政府的活動。接着他就把執政權交還給蘇卡諾，並解散緊急內閣。

## 註解
1. ↑  或譯社會福利部長；負責公共供給品供給事宜。

## 註腳
1. ↑  Ricklefs 1982，第218頁.
2. ↑  Simanjuntak 2003，第74頁.
3. ↑  Simanjuntak 2003，第76頁.
4. ↑  Ricklefs 1982，第219頁.
5. ↑  Simanjuntak 2003，第81-83頁.